# Folding@home
Folding@home(폴딩앳홈, FAH, F@h)은 단백질 접힘, 의약품 설계, 기타 종류의 분자동역학을 시뮬레이트하는 분산 컴퓨팅 프로젝트이다.
알츠하이머병, 헌팅턴병, 많은 종류의 암 등의 질병들에 대한 학술적 연구의 관심 속에서 진행되고 있다.
이 프로젝트는 분산 컴퓨팅과 과학 연구를 위해 GPU, 플레이스테이션 3, 메시지 전달 인터페이스(멀티 코어 프로세서의 컴퓨팅에 사용), 일부 소니 엑스페리아 스마트폰에 응용되고 있다.
Folding@home은 약 40 페타플롭스에 육박하는 만큼 세계에서 가장 빠른 컴퓨팅 시스템들 가운데 하나이다.

## 같이 보기
- SETI@home